# New Munich
New Munich és una població dels Estats Units a l'estat de Minnesota. Segons el cens del 2000 tenia 352 habitants.

## Demografia
Segons el cens del 2000, New Munich tenia 352 habitants, 126 habitatges, i 89 famílies. La densitat de població era de 251,7 habitants per km².
Dels 126 habitatges en un 28,6% hi vivien nens de menys de 18 anys, en un 64,3% hi vivien parelles casades, en un 1,6% dones solteres, i en un 28,6% no eren unitats familiars. En el 23,8% dels habitatges hi vivien persones soles el 19% de les quals corresponia a persones de 65 anys o més que vivien soles. El nombre mitjà de persones vivint en cada habitatge era de 2,63 i el nombre mitjà de persones que vivien en cada família era de 3,16.
Per edats la població es repartia de la següent manera: un 22,4% tenia menys de 18 anys, un 10,2% entre 18 i 24, un 23,6% entre 25 i 44, un 18,2% de 45 a 60 i un 25,6% 65 anys o més.
L'edat mediana era de 40 anys. Per cada 100 dones de 18 o més anys hi havia 89,6 homes.
La renda mediana per habitatge era de 38.750 $ i la renda mediana per família de 47.000 $. Els homes tenien una renda mediana de 33.750 $ mentre que les dones 21.607 $. La renda per capita de la població era de 15.016 $. Entorn del 2,4% de les famílies i el 14,6% de la població estaven per davall del llindar de pobresa.

## Poblacions més properes
El següent diagrama mostra les poblacions més properes.